# Bailliage d'Étain
?–1790
Entités suivantes :
- District d'Etain

Le bailliage d'Étain, également appelé bailliage d'Estain, est une ancienne entité administrative du duché puis de la province de Bar, ayant existé jusqu'en 1790. Il avait pour chef-lieu Étain.

## Géographie
Dans la seconde moitié du XVIIIe siècle, ce bailliage est délimité au sud par celui de Thiaucourt, à l'est par le bailliage de Briey, au nord par celui de Longuyon et à l'ouest par le Verdunois.
À la même époque, il renferme plusieurs étangs et est traversé par l'Orne, le Ru-de-Longeau et l'Ottain.

## Histoire
Le bailliage d'Étain existait déjà en 1662 ; avant l'édit de juin 1751, il comprenait les prévôtés d'Étain, Villers-la-Montagne, Longuyon et Arrancy.
Il dépendait du diocèse de Verdun et était régi par deux coutumes : celle de Lorraine et celle de Saint-Mihiel.
La recette des finances est créée en 1741 à partir des recettes particulières d’Étain, Villers-la-montagne, Longuyon et Arrancy. La maîtrise des eaux et forêts fut formée en 1747 à partir des anciennes grueries de ces mêmes lieux. Entre 1772 et 1775, ce bailliage était du ressort de Verdun pour les cas présidiaux.
L'unité de mesure du bailliage était la quarte, divisée en quatre bichets ; celle de froment pèse cent-sept livres. La quarte et demie équivalait aux douze boisseaux d'avoine de Paris.

## Communautés
Communautés qui font partie de ce bailliage en 1779 :

### Sous la coutume de Lorraine
- Boncourt-sur-Orne et la cense de Spailmail
- Bouzonville-sur-Orne
- Brainville-en-Voivre
- Buzy
- Darmont
- Dompierre-en-Voivre et le moulin de Dompierre
- Jeandelize
- Olley et Neuvron-le-Petit
- Parfonrupt
- Puxe-en-Voivre
- Saint-Jean-lès-Buzy

### Sous la coutume de Saint-Mihiel
- Abéville
- Affléville
- Allamont
- Amel et la cense de Longeau
- Amermont et Bouligny
- Avillers et Haucourt
- Baroncourt
- Beaumont-en-Verdunois
- Béchamp, avec les censes de Hallois et Chénois
- Bertramey
- Bezonvaux
- Bouvigny
- Châtillon-sous-les-Côtes et la cense de Mandre
- Domery ou Dompry
- Dommarie-en-Voivre
- Domremy-la-Canne
- Douaumont
- Étain, avec la cense-commanderie de St. Jean de Rhodes, le moulin Warvé, Haudremont, les censes du Bois-d'Arcq, de Marainville et des Logettes
- Éton
- Ficquémont
- Fléville et Lixiere-en-Voivre avec la cense de Hagny
- Friaville ou Friauville
- Gouraincourt
- Gremilly, les censes de l'Épina et Moraigne, et le moulin de Bloucq
- Gussainville et Saint-Maurice-en-Voivre
- Houdelaucourt
- Joudreville et la cense de Bernaumont
- Moranville et le moulin de Moranville
- Mouaville et la cense d'Amblemont
- Moulainville-la-Haute
- Moulotte
- Neuvron-le-Château, ci-devant Gondrecourt
- Norroy-le-Sec
- Parey-en-Voivre
- Pienne
- Réchicourt
- Rouvre, Lanhere et la cense de Roza
- Senon et la cense le Murnier
- Spincourt et la cense de la folie
- Thumeréville
- Villers-sous-Parey